# مارهای تاک
مارهای تاک (نام علمی: Chironius) نام یک سرده از تیره قمچه‌ماران است.